# 거제시의 시내버스
거제시의 시내버스는 경상남도 거제시를 중심으로 하여 운행중인 대중교통 수단이다. 운수 업체로는 삼화여객과 세일교통이 있으며, 공영제로 운영되고 있다. 서비스 지역은 거제시 전역과 부산광역시 일부이나, 일반버스의 경우 시계외 구간은 없다.

## 현황
현재 버스 노선 번호 체계를 2010년 4월부터 도입하고 버스 측면에 행선지 안내기를, 동지역 일부 정류장에는 버스 정보 시스템 전광판을 설치하였다. 운임 체계는 2020년 1월 10일부터의 체계를 적용하고 있다.

### 번호 체계
- 도시형버스
  - 고현 ↔ 능포: 10번대(1*-1은 옥포시내경유)
  - 고현 ↔ 구조라해수욕장: 20번대(2*-1은 옥포시내경유)
  - 고현 ↔ 장목: 30번대
  - 고현 ↔ 사곡 ↔ 둔덕·거제대교: 40번대
  - 고현 ↔ 동부·남부 (저구): 50번대
  - 고현↔ 해금강   55번 대
  - 능포 ↔ 일운·동부: 60번대
  - 고현 ↔ 삼거, 고현 ↔ 거제 ↔ 둔덕·거제대교: 70번대
  - 옛 신현읍 도심순환버스 : 100번대(고현동, 장평동, 상문동, 수양동 일대를 운행)
  - 옛 장승포시 능포순환버스 : 300번대
  - 동부 (학동) ↔ 남부(해금강·다대·저구 등) 순환버스 : 400번대
- 직행좌석버스
  - 연초·옥포 ↔ 장목 ↔ 부산 : 2000번대
  - 고현-지세포-구조라  4000번대

### 차량

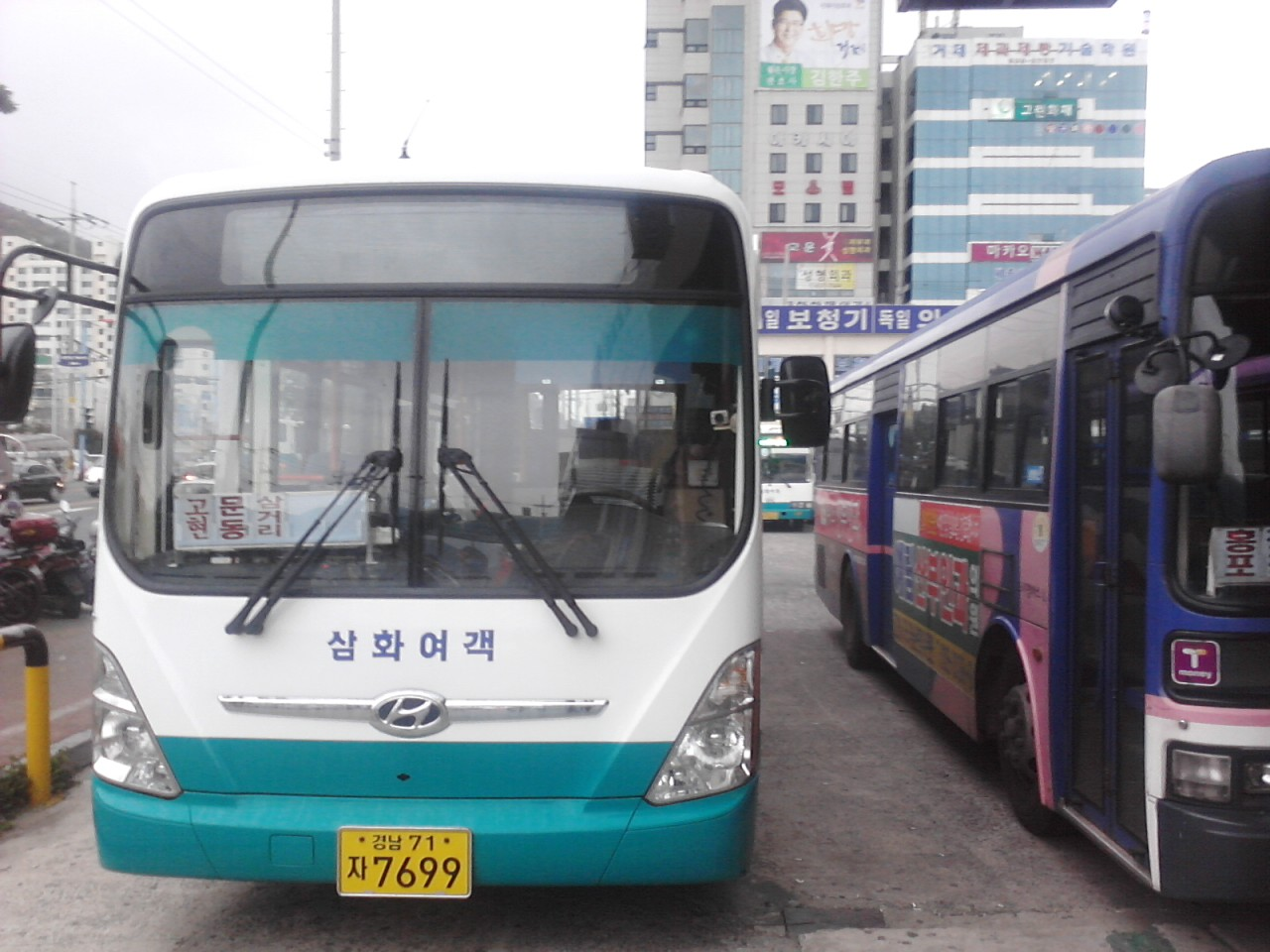
거제 시내버스(고현-문동.삼거리 운행)

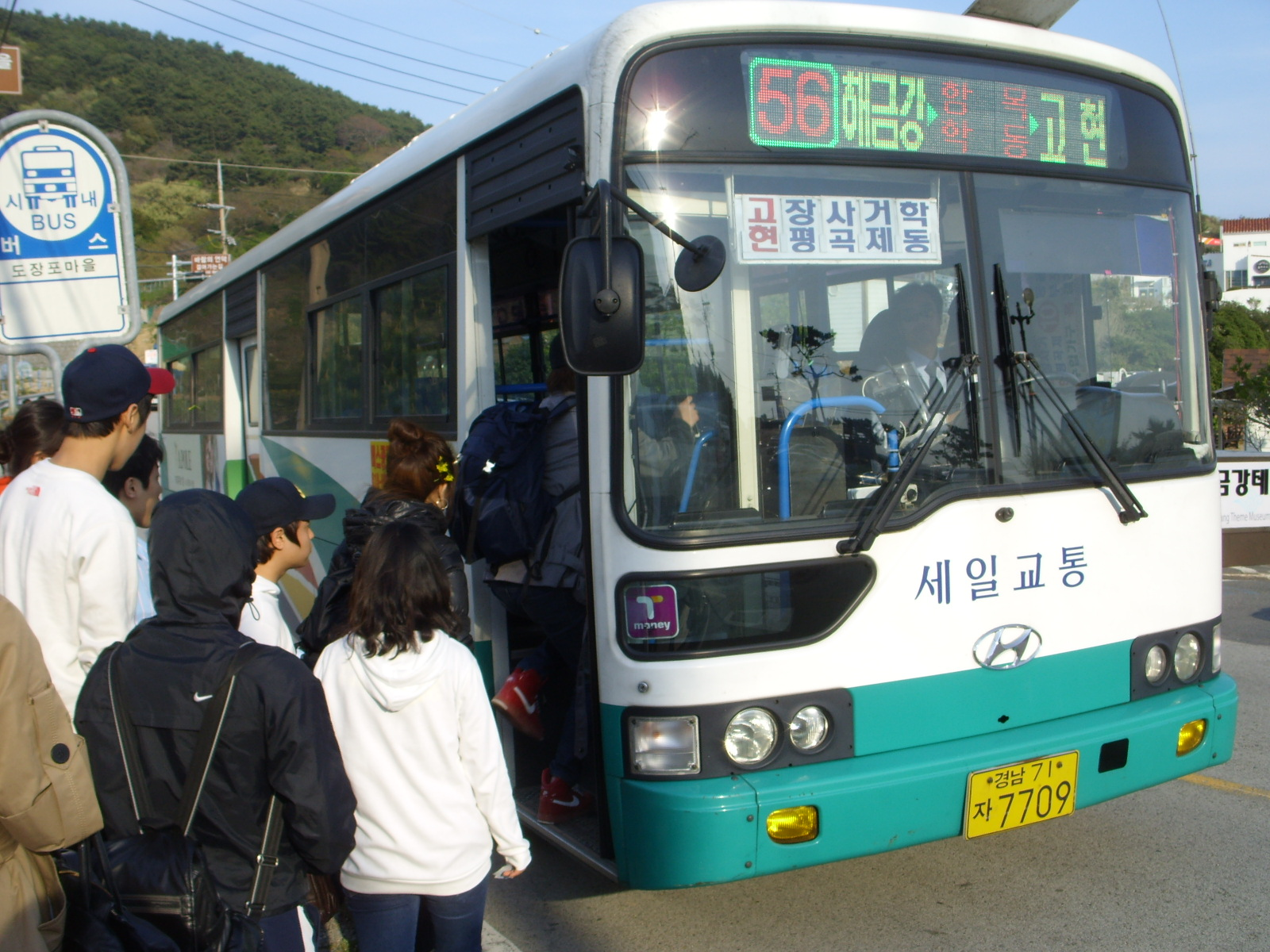
세일교통 56번(현재는 67-1번으로 바뀜)

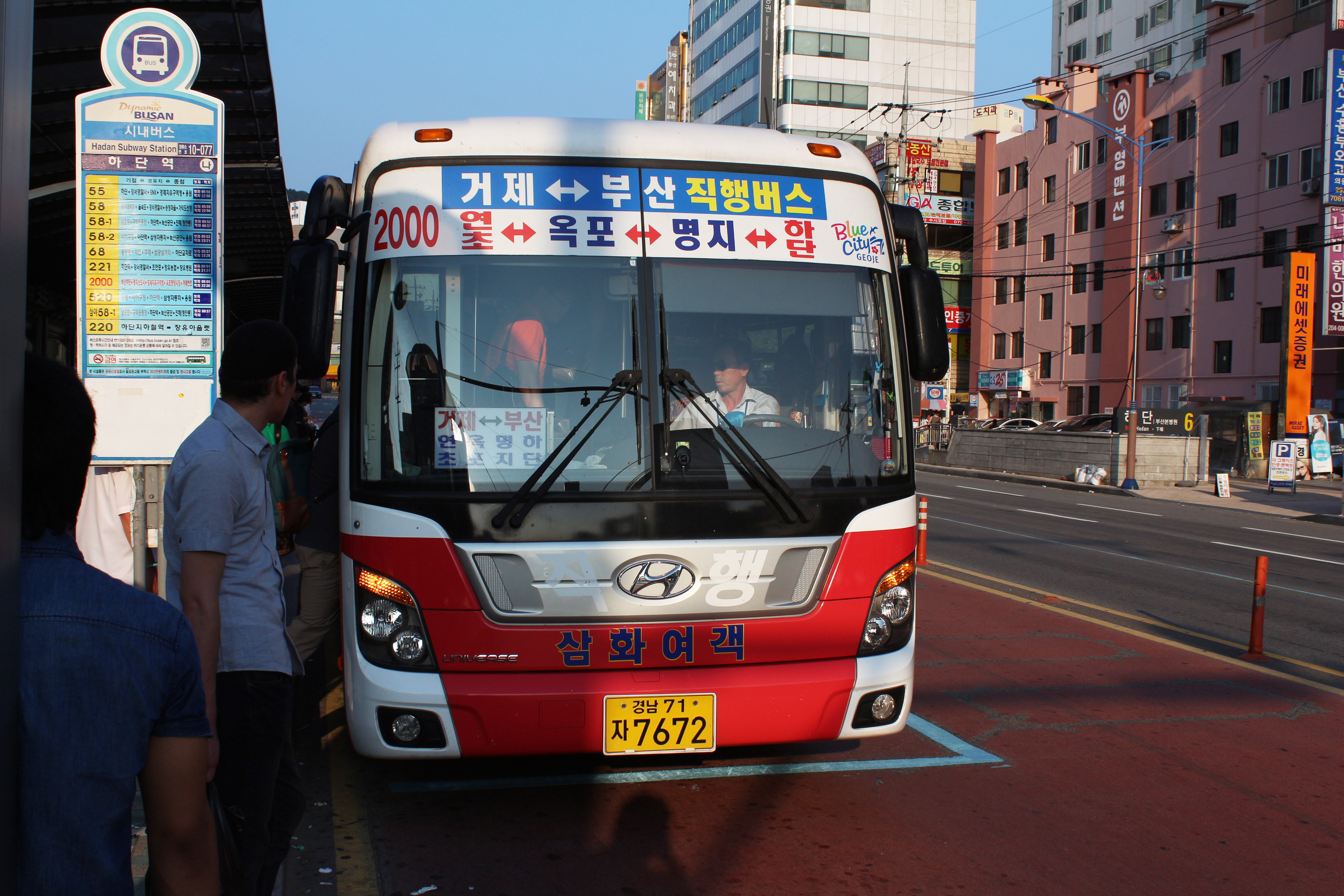
삼화여객 2000번

현재 운행중인 차량은 대부분이 현대자동차 생산의 뉴 슈퍼 에어로시티 차량을 사용한다. 요즘에는 페이스리프트된 뉴 슈퍼 에어로시티를 도입하고 있는 추세이다. 그리고 교통약자를 위해 저상버스도 도입하고 있다. 저상버스는 전량 대우버스 BS110CN을 사용하며, 직행좌석버스는 현대 유니버스를 사용한다.

### 운임
현행 운임 체계는 2011년 1월 10일부터 시행되었으며, 직행좌석버스 운임체계는 2014년 1월 22일에 부산광역시 급행버스 운임체계와 동일한 형태로 신설되었다. 일반버스는 시계외 운행시 km당 116.14원이 할증된다. 운임 지불은 현금 또는 교통카드를 사용하며, 거제시 전역에 운행되는 모든 시내버스에 교통카드 단말기가 설치되어 있다.
| 종류                       | 나이                    | 카드 (원) | 현금 (원) |
| -------------------------- | ----------------------- | --------- | --------- |
| 일반                       | 어른 (만 19세 이상)     | 1100      | 1200      |
| 일반                       | 청소년 (만 13세 ~ 18세) | 800       | 900       |
| 일반                       | 어린이 (만 7세 ~ 12세)  | 600       | 650       |
| 직행좌석                   | 어른 (만 19세 이상)     | 1700      | 1800      |
| 직행좌석                   | 청소년 (만 13세 ~ 18세) | 1350      | 1700      |
| 직행좌석                   | 어린이 (만 7세 ~ 12세)  | 1200      | 1300      |
| 시계외요금 (부산 ↔ 거제도) | 어른 (만 19세 이상)     | 2500      | 2700      |
| 시계외요금 (부산 ↔ 거제도) | 청소년 (만 13세 ~ 18세) | 2200      | 2300      |
| 시계외요금 (부산 ↔ 거제도) | 어린이 (만 7세 ~ 12세)  | 2000      | 2200      |

#### 무료 환승 제도
2010년 7월 16일부터 무료 환승 제도를 시행하고 있다. 교통카드를 이용하여 운임을 결제할 때, 하차 태그 후 40분 이내에 다른 노선의 버스에 탑승하면 운임이 면제된다. 교통카드 1장으로 여러 명의 운임을 결제할 경우에도 무료 환승 대상은 1인으로 제한된다. 또한 일반버스와 직행좌석버스간 혹은 동일 노선의 버스간에는 무료 환승이 적용되지 않는다.

## 도심순환버스운행
거제시는 대중교통 활성화를 하기 위해 순환버스를 도입하였다. 현대자동차 생산의 현대 에어로타운 차량 약 10여대가 투입되었으며 하루 약 60여회 운행한다. 시내 중심지역의 경우 약 10여분 간격으로, 나머지 지역은 약 15, 40여분 간격으로 운행되며, 노선은 110,111,100,101,120번 등이 있다. 순환버스 운행구간과 시간표는 시청 홈페이지 교통정보란을 통해 확인할 수 있다. 상문동 지역은 4대를 추가로 투입해 운행할 예정이다.

## 운행 노선

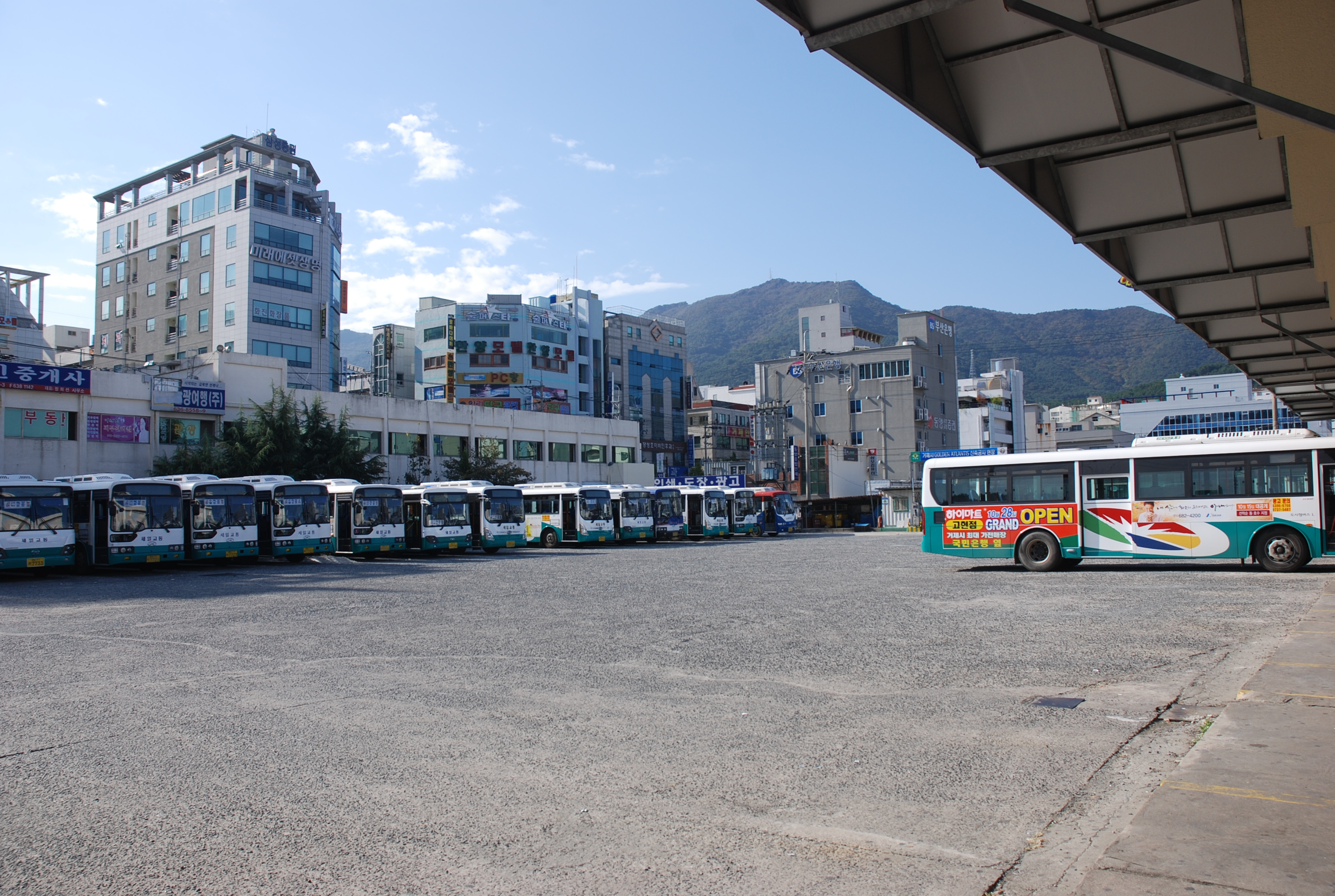
고현시외버스터미널 바깥 쪽의 시내버스 종점

거제 시내버스는 다른 지역과는 달리 왕복 운행을 하는 것이 아니라 편도 구간만 운행한다. 또한 번호뿐만 아니라 운행구간도 정해져 있다. 배차간격으로 사용하지 않고 시간표대로 운행한다.

### 인접 시·군 노선
| 지역 | 노선                                                                                    |
| ---- | --------------------------------------------------------------------------------------- |
| 부산 | 2000 (부산)                                                                             |
| 통영 | 100 · 103 · 113 · 143 · 243 · 303 · 403 · 443 · 503 · 513 · 543 · 615 · 650 · 652 · 653 |

## 저상버스운행
거제시에는 2010년부터 저상버스가 운행을 시작하였다. 현재 4대가 있으며, 삼화여객과 세일교통이 각각 한대를 운행하고 있다. 운행노선은 고현~능포구간 1일 7회, 고현~대교구간 1일 2회, 고현~옥동구간 1일 3회 등 3개 구간을 운행한다.

### 저상버스 도입 계획
거제지역에서 저상버스 도입이 시작된 것은 2009년 '경남 장애인 자립생활 센터협의회'의 항의가 계기가 되었다. 그래서 저상버스 2대를 구입해 시범운영을 하였는데 도로여건이 맞지 않아 과속방지턱 40곳과 보도경계석 14곳을 정비하고 버스회사와 노선협의를 거쳐 첫 운행을 하게 되었다. 2010년에는 대형 저상버스는 도로여건이 맞지 않아 중형 저상버스 6대를 도입할 예정이다.